# Zagroby (Zegrze Południowe)
Zagroby – dawniej wieś, obecnie zniesiona część wsi Zegrze Południowe w Polsce, położona w województwie mazowieckim, w powiecie legionowskim, w gminie Nieporęt. Obejmuje wschodnią część Zegrza Południowego wzdłuż starej (wschodniej) sekcji ulicy Warszawskiej, przy której znajduje się stara, niepokoszarowa zabudowa mieszkalna. Sekcja ta jest oddzielona ekranem dźwiękochłonnym od przelotowej sekcji ulicy Warszawskiej, stanowiącej współcześnie drogę krajową nr 61, wiodącą przez most nad Jeziorem Zegrzyńskim do Zegrza Północnego

## Historia
Dawniej wieś w gminy Nieporęt w powiecie warszawskim w województwie warszawskim. W 1921 roku liczba mieszkańców Zagrobów wynosiła 223. W 1933 roku zostały siedzibą nowo utworzonej gromady (sołectwa) Zagroby w gminie Nieporęt, obejmującej folwark Zegrze-Park, osadę wojskową Zegrze (zarówno północną jak  połudnowa część), wieś Rybaki i wieś Zagroby.
Pod okupacją hitlerowską w dystrykcie warszawskim w Generalnym Gubernatorstwie, nadal w gminie Nieporęt. Okupant przmianował gromadę Zagroby na Zegrze, liczącą w 1943 roku 1377 mieszkańców.
Po wojnie ponownie w powiecie warszawskim w województwie warszawskim; 1 lipca wraz z całą gminą Nieporęt weszły w skład nowo utworzonego powiatu nowodworskiego. W latach 1954–1959 w gromadzie Wieliszew, a 1960–1972 w gromadzie Nieporęt. W latach 1970. nazwa Zagroby wyszła z użytku, a dotychczasowe wsie Zagroby, Rybaki oraz południowe koszary wojskowe twierdzy Zegrze (a więc obszary na południowym brzegu Narwi) utworzyły miejscowość Zegrze Południowe.
Od 1 stycznia 1973, już jako część sołectwa Zegrze Południowe, w reaktywowanej gminie Nieporęt w powiecie nowodworskim. W latach 1975–1998 miejscowość administracyjnie należała do województwa warszawskiego.

## Przynależność administracyjna
|                         |                                    |            | Przynależność administracyjna              | Przynależność administracyjna                             | Przynależność administracyjna                         | Przynależność administracyjna                             | Przynależność administracyjna                  | Przynależność administracyjna                 | Przynależność administracyjna                                           |
| Miejscowość współczesna | Składowe                           | Ludn. 1921 | 1921                                       | 1933                                                      | 1943                                                  | 1952                                                      | 1954                                           | 1970                                          | 1973                                                                    |
| ----------------------- | ---------------------------------- | ---------- | ------------------------------------------ | --------------------------------------------------------- | ----------------------------------------------------- | --------------------------------------------------------- | ---------------------------------------------- | --------------------------------------------- | ----------------------------------------------------------------------- |
| Zegrze (Północne)       | Zegrze-Park, folwark               | 57         | gm. Zegrze, pow. pułtuski, woj. warsz.     | grom. Zagroby, gm. Nieporęt, pow. warszawski, woj. warsz. | grom. Zegrze, gmina Nieporęt, dystrykt warszawski, GG | grom. Zegrze, gm. Nieporęt, pow. nowodworski, woj. warsz. | grom. Wieliszew, pow. nowodworski, woj. warsz. | grom. Serock, pow. nowodworski, woj. warsz.   | sołectwo Zegrze Północne, gm. Serock, pow. nowodworski, woj. warsz.     |
| Zegrze (Północne)       | Zegrze, os. wojsk., cz. północna   | 237        | gm. Zegrze, pow. pułtuski, woj. warsz.     | grom. Zagroby, gm. Nieporęt, pow. warszawski, woj. warsz. | grom. Zegrze, gmina Nieporęt, dystrykt warszawski, GG | grom. Zegrze, gm. Nieporęt, pow. nowodworski, woj. warsz. | grom. Wieliszew, pow. nowodworski, woj. warsz. | grom. Serock, pow. nowodworski, woj. warsz.   | sołectwo Zegrze Północne, gm. Serock, pow. nowodworski, woj. warsz.     |
| Zegrze Południowe       | Zegrze, os. wojsk., cz. południowa | 172        | gm. Nieporęt, pow. warszawski, woj. warsz. | grom. Zagroby, gm. Nieporęt, pow. warszawski, woj. warsz. | grom. Zegrze, gmina Nieporęt, dystrykt warszawski, GG | grom. Zegrze, gm. Nieporęt, pow. nowodworski, woj. warsz. | grom. Wieliszew, pow. nowodworski, woj. warsz. | grom. Nieporęt, pow. nowodworski, woj. warsz. | sołectwo Zegrze Południowe, gm. Nieporęt, pow. nowodworski, woj. warsz. |
| Zegrze Południowe       | Zagroby, wieś                      | 223        | gm. Nieporęt, pow. warszawski, woj. warsz. | grom. Zagroby, gm. Nieporęt, pow. warszawski, woj. warsz. | grom. Zegrze, gmina Nieporęt, dystrykt warszawski, GG | grom. Zegrze, gm. Nieporęt, pow. nowodworski, woj. warsz. | grom. Wieliszew, pow. nowodworski, woj. warsz. | grom. Nieporęt, pow. nowodworski, woj. warsz. | sołectwo Zegrze Południowe, gm. Nieporęt, pow. nowodworski, woj. warsz. |
| Zegrze Południowe       | Rybaki, wieś                       | 197        | gm. Nieporęt, pow. warszawski, woj. warsz. | grom. Zagroby, gm. Nieporęt, pow. warszawski, woj. warsz. | grom. Zegrze, gmina Nieporęt, dystrykt warszawski, GG | grom. Zegrze, gm. Nieporęt, pow. nowodworski, woj. warsz. | grom. Wieliszew, pow. nowodworski, woj. warsz. | grom. Nieporęt, pow. nowodworski, woj. warsz. | sołectwo Zegrze Południowe, gm. Nieporęt, pow. nowodworski, woj. warsz. |